# 菊川インターチェンジ
菊川インターチェンジ（きくがわインターチェンジ）は、静岡県菊川市の東名高速道路上に所在するインターチェンジ（IC）である。
高速バスの菊川バスストップを併設している。

## 道路
- E1 東名高速道路（14番）

## 接続する道路
- 静岡県道79号吉田大東線

## 歴史
- 1969年2月1日 : 静岡IC - 岡崎IC開通に伴い開設。

## 料金所
- ブース数 : 5

### 入口
- ブース数 : 2
  - ETC専用 : 1
  - ETC/一般 : 1

### 出口
- ブース数 : 3
  - ETC専用 : 2
  - 一般 : 1

## 周辺
- 菊川駅
- 菊川市役所

## 隣
E1 東名高速道路
(13-1)相良牧之原IC - (14)菊川IC - (14-1)掛川IC

## 備考
以前の本線出口標識の表記は、下り線は掛川IC開通までは菊川 掛川であり、上り線は菊川 御前崎であった。

## 菊川バスストップ
菊川インターチェンジに併設されたバス停留所である。旅客案内上、東名菊川（とうめいきくがわ）とも呼ばれる。
東名ハイウェイバスの特急・急行便と「ドリーム静岡・浜松号」・「京阪神ドリーム静岡号」・「京阪神昼特急静岡号」が停車する。

### 歴史
- 1969年6月10日 : 開設

### 隣接のバス停
- 東名ハイウェイバス
  - 掛川BS - 菊川BS - 牧の原BS
- 京阪神ドリーム静岡号（京都駅烏丸口以遠のみ利用可）
  - （掛川駅南口） - 菊川BS - （吉田BS）
- 京阪神昼特急静岡号（京都深草以遠のみ利用可）
  - （掛川BS） - 菊川BS - （吉田BS）
- ドリーム静岡・浜松号（横浜駅 (YCAT) 以遠のみ利用可）
  - （掛川駅南口） - 菊川BS - （吉田BS）

### 乗り換え
- しずてつジャストライン 東名菊川バス停

### 距離
- 東京駅から217.6km